# Terapie pevným objetím

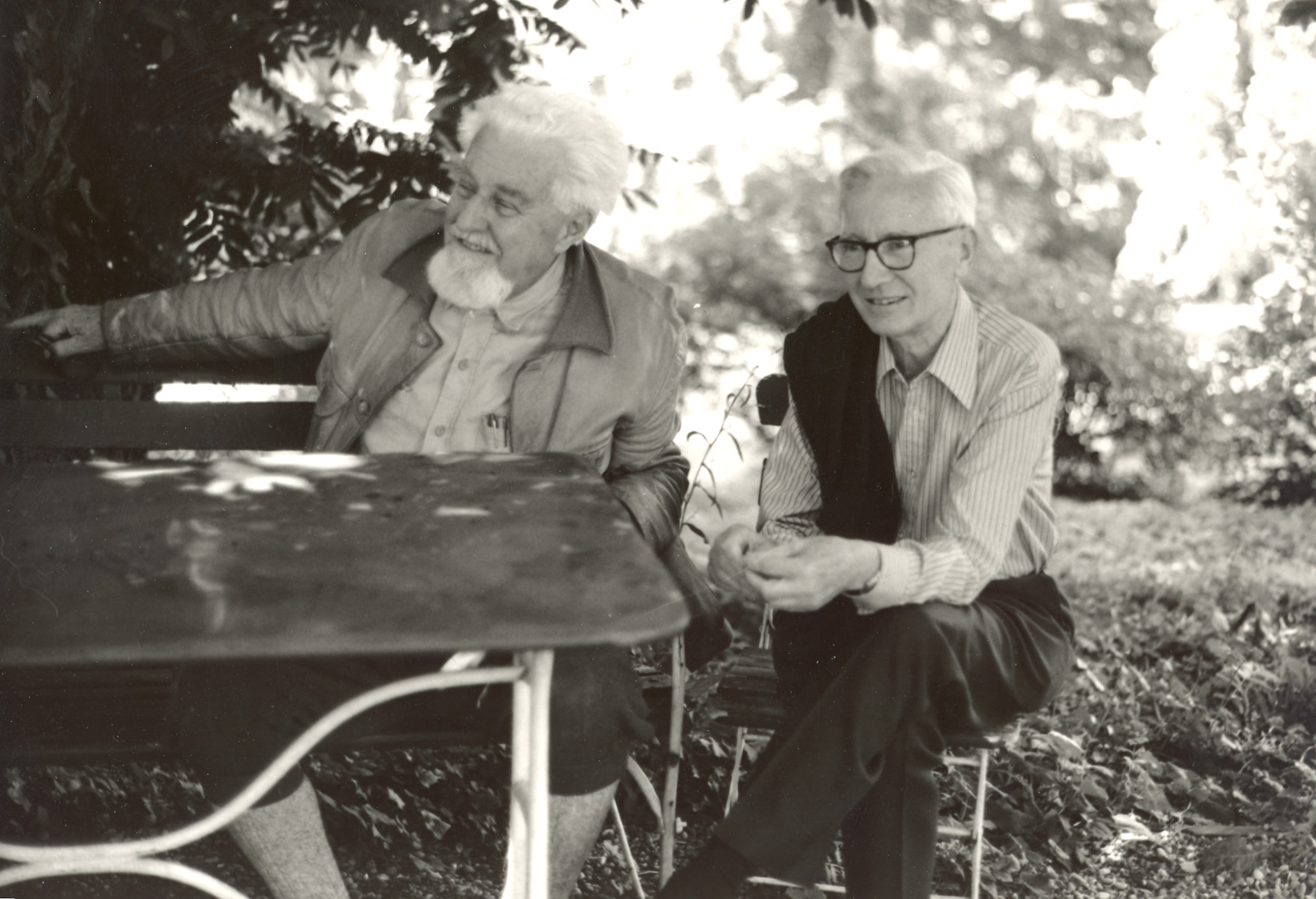
Jeden z původních propagátorů terapie Nikolaas Tinbergen (vpravo) v roce 1978 (vlevo Konrad Lorenz)

Terapie pevným objetím či terapie pevným držením vyvinutá Martou Welchovou, je neověřenou formou psychoterapie. Měla by intenzivním, ale neagresivním držením řešit problémy narušených vazeb. Terapie byla původně vyvíjena a podporována etologem a nositelem Nobelovy ceny Nikolaasem Tinbergenem pro děti s autismem. Nicméně jeho interpretace autistického chování a z ní vycházející terapie postrádala vědeckou podporu, česká organizace APLA pro podporu dětí s autismem pak proti této metodě veřejně vystupuje.
Známou propagátorkou byla Jiřina Prekopová, která ji zavedla do praxe v Německu. V Česku není tato metoda akreditována, stejně jako není akreditována její modifikovaná verze Terapie pevným objetím podle Prekopové. Podle stanoviska ČLK jde navíc o metodu s neověřenou klinickou působností, která by proto neměla být zdravotníky používána..

## Cílová skupina
Terapie byla vyvinuta pro lidi s duševním postižením, autismem, behaviorálními problémy anebo duševními poruchami, kde se předpokládá, že vyrovnání narušených vazeb bude terapeuticky užitečné.

## Způsob provedení

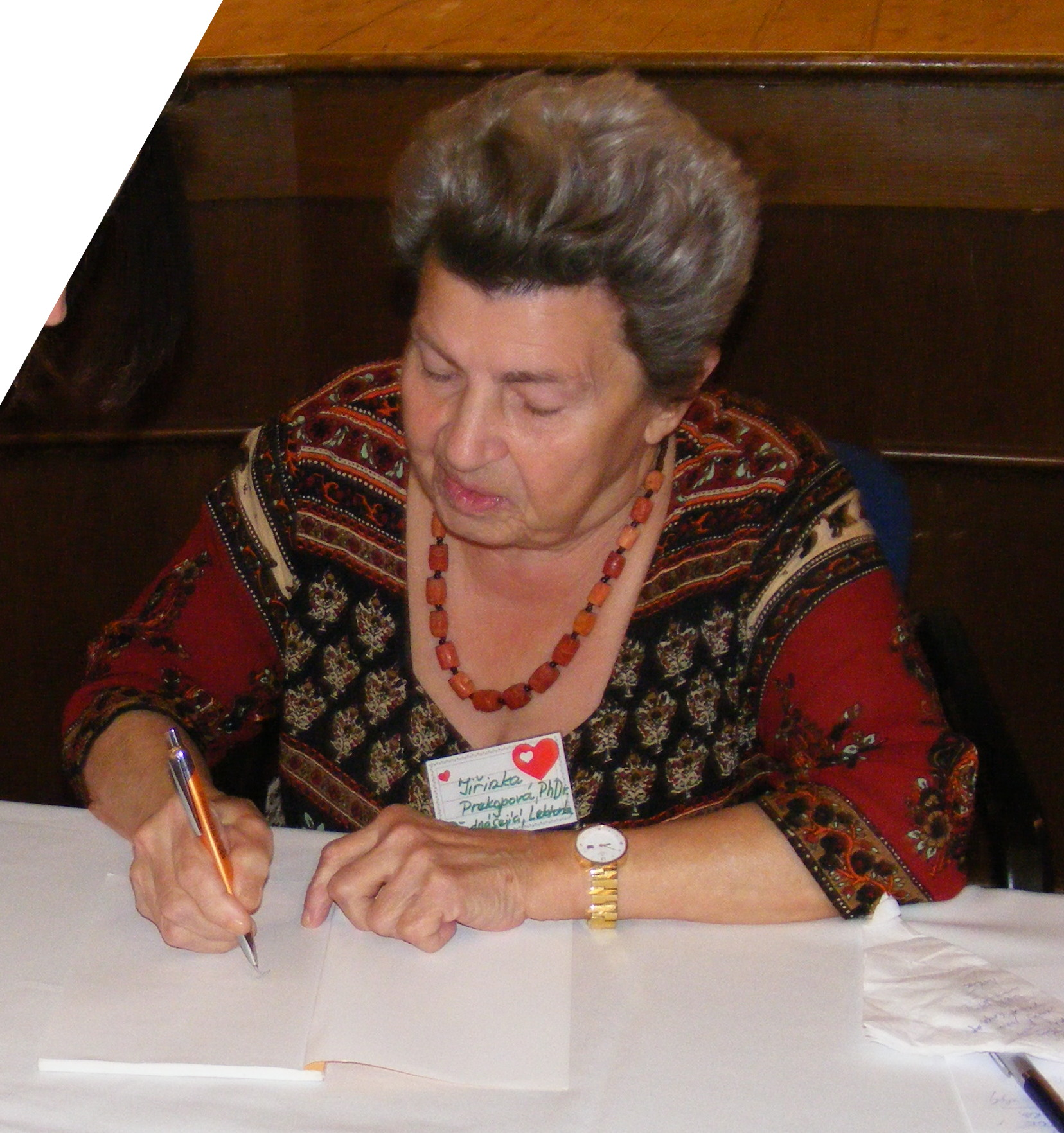
Propagátorka terapie Jiřina Prekopová

Účastníci, nejčastěji usazeni proti sobě, se pevně drží a vzájemně si hledí do obličeje. Drží se, dokud v této konfrontační pozici nevyjádří všechny svoje prvotní bolestné pocity, agresivní impulsy, obavy a tyto neodplynou. Setrvávají tak, dokud nevymizí negativní pocity a pevné objetí se nepromění v objetí láskyplné. Děti jsou objímány osobou blízkou, může to být však i terapeut. Terapeut svými projevy podporuje vznik tohoto vzrušení a vybití i tím, že zúčastněné pobízí, aby se „vynadávali i vyplakali“. Doba přijetí je procesem, a tudíž délka zadržení není časově omezena. Má se provádět na příhodném místě, pozici vsedě nebo vleže. V ideálním případě držení trvá tak dlouho, dokud nejsou ošetřovaní připraveni uvědoměle přijmout příjemné prožitky, což bývá i několik hodin. U dětí bývá mnohdy stav afektu a bezmoci uměle vyvolán za použití nátlakových, omezujících a násilných technik.
Podle Prekopové nemá být metoda užívána jako trest anebo tělesný trest, nemá s ní být spojeno zneužívání. Rovněž ji nemají provádět osoby, které se vůči dětem projevily již dříve zaujatě nebo s vnitřní agresí či již dříve děti zneužívaly.

## Kritika
Tato metoda je řadou psychologů považována za velice kontroverzní, či dokonce potenciálně nebezpečnou pro osobnost a psychiku dítěte nebo jeho práva. Příkladem může být vystoupení Zbyňka Vybírala, vedoucího brněnské katedry psychologie na Fakultě sociálních studií, z Českomoravské psychologické společnosti kvůli podpoře terapie touto organizací. V České republice proti terapii vystupuje organizace APLA, sdružující rodiče dětí s autismem, v zahraničí pak například Advocates for Children in Therapy.
Terapie pevným objetím je odmítána z různých důvodů, mimo jiné jsou její stoupenci obviňováni z nesprávného výkladu referenční literatury. Brémský akademik, odborník na vztahy a výchovu Georg Feuser tvrdí, že terapie je založena na iracionálních předpokladech a individuálních zkušenostech jejích stoupenců. Poukazuje i na to, že se nejedná o koncepční terapeutickou metodu a nebyly prokázány žádné léčebné výsledky. Georg Theunissen konstatuje, že terapie vychází ze zastaralé myšlenky, a to že lidé duševně nemocní jsou kvůli své vadě odděleni a osamoceni.
Podle průzkumu, který mezi 101 náhodně vybranými odborníky APA převážně z řad editorů psychologických publikací provedl John Norcross, jde spíše o nedůvěryhodnou metodu léčby.
Vědecká rada České lékařské komory pak v říjnu 2012 vydala stanovisko, podle kterého jde o metodu s neověřeným účinkem a proto by neměla být zdravotníky a zejména lékaři aplikována. Podle vyjádření Zdeňka Mrozka jde navíc o metodu značně neetickou.
Mnoho psychoterapeutů napadá především skutečnost, že součástí procesu není souhlas klienta s tímto procesem, přičemž dobrovolnost je považována za povinnou integrální složku jakéhokoli psychoterapeutického procesu.

### Právní hodnocení
Zadržování nebo znehybňování osoby proti její vůli tak, jak je uskutečňováno v rámci terapie pevným objetím, naplňuje podle některých právníků (například Margarety Münsterové) skutkovou podstatu několika trestných činů. Držet osobu násilím podle ní znamená poškozovat ji nejen fyzicky, ale také narušovat její psychiku. Münsterová proto uvádí, že toto je hodnoceno jako trestné činy omezování osobní svobody a týrání svěřené osoby, což podle jejího názoru platí i pro českou právní úpravu. Rodičům navíc žádná právní norma neumožňuje převádět práva třetím stranám, tedy ani „terapeutům“, což bylo v Německu vyřešeno zákonem o potlačování násilí ve výchově a vzdělávání z 2. listopadu 2000.
K zákazu používání terapie pevného objetí u osob v dlouhodobé péči lze zmínit i vyjádření Sociální správy Ulm v souvislosti s rozhodnutím o jedenáctiletém hyperaktivním sluchově postiženém dítěti s poruchami jemných motorických schopností, mírnou mentální retardací a narušeným sociálním kontaktem.
Začátkem března 2010 bylo zahájeno další předběžné řízení proti zaměstnancům pečovatelské skupiny, a to pro fyzické zneužívání a omezování osobní svobody vyplývající z používání terapie pevným objetím.